# كام نيلي
كام نيلي هو لاعب هوكي الجليد وممثل كندي، ولد في 6 يونيو 1965 بكوموكس في كندا.

## أعمال

### أفلام
- (1994) الغبي والأغبى[9]
- (2000) أنا - نفسي وآيرين[10]
- (2014) الغبي والأغبى 2[11][12]

### مسلسلات
- بيفرلي هيلز 90210

## وصلات خارجية
- كام نيلي على موقع دوري الهوكي الوطني (الإنجليزية)
- كام نيلي على موقع EliteProspects.com (الإنجليزية)
- كام نيلي على موقع HockeyDB.com (الإنجليزية)
- كام نيلي على موقع Hockey-Reference.com (الإنجليزية)
- كام نيلي على موقع قاعة كولومبيا البريطانية للمشاهير الرياضية (الإنجليزية)

- كام نيلي على موقع IMDb (الإنجليزية)
- كام نيلي على موقع ألو سيني (الفرنسية)
- كام نيلي على موقع أول موفي (الإنجليزية)
- كام نيلي على موقع إن إن دي بي (الإنجليزية)
- كام نيلي على موقع قاعدة بيانات الفيلم (الإنجليزية)
- كام نيلي على موقع كينوبويسك (الروسية)